# Terry Hart
Terry Jonathan Hart (* 27. října 1946 v Pittsburghu, Pensylvánie, USA) je bývalý americký pilot a astronaut z letu v raketoplánu Challenger.

## Život

### Mládí a výcvik
Po základní a střední škole absolvoval Massachusettský technologický institut (MIT) v Massachusetts, obor mechanika, působil také na Lehigh University a Rutgers University. Pak se stal letcem v americkém vojenském letectvu a zároveň byl členem technického personálu v Bellově telefonní laboratoři ve Whippany v New Jersey. Oženil se a má jedno dítě. Do výcvikového střediska NASA přišel 16. ledna 1978..

### Let do vesmíru
V roce 1984 se ve svých 38 letech zúčastnil se mise raketoplánu a stal se 140. člověkem ve vesmíru. Byla to šestidenní mise STS-41-C s raketoplánem Challenger. Velitelem byl Robert Crippen, pilotem Francis Scobee a tři letoví specialisté George Nelson, Terry Hart a James van Hoften. Z nákladového prostoru raketoplánu vypustili družici LDEF (Long Duration Exposure Facility), pak pomocí manipulátoru RMS (Remote Manipulator System) zachytili poškozenou družici pro výzkum Slunce Solar Maximum Mission (SMM), v nákladovém prostoru raketoplánu ji opravili a funkční vypustili na oběžnou dráhu.
- STS-41-C Challenger (6. dubna 1984 – 13. dubna 1984)

### Po letu
Z NASA odešel na vlastní žádost v roce 1984, tedy ve stejném roce, kdy byl ve vesmíru, ač měl nabídku letět s Challengerem znovu. V roce 1993 byl zaměstnán ve vedení firmy AT&T, Bedminster, New York.